# Iazlav
Iazlav (en rus: Язлав) és un poble de Baixkíria, a Rússia, que en el cens del 2010 tenia 163 habitants. Pertany al districte de Iermolàievo.